# Pałacyk myśliwski Grunewald
Pałacyk myśliwski Grunewald (niem. Jagdschloss Grunewald) – najstarszy zachowany budynek pałacowy w Berlinie. Został zbudowany w 1542/1543 roku. Jego właścicielem był elektor brandenburski, Joachim II Hektor. W 1705–1708 miała miejsce przebudowa, której zleceniodawcą był król pruski, Fryderyk I Pruski, a którą nadzorował architekt, Martin Grünberg. Od 1932 roku pałac służy jako muzeum. Dostępne są tam obrazy m.in. Lucasa Cranacha starszego oraz jego syna, Lucasa Cranacha młodszego.

## Historia
W XVI wieku elektor brandenburski, Joachim II Hektor, rozpoczął budowę pałacyków myśliwskich w Marchii Brandenburskiej na terenach obecnego Berlina. Pałacyk myśliwski Grunewald powstał na przełomie lat 1542/1543. Nazwa budowli – Zum grünen Wald (pol. do zielonego lasu) – po pewnym czasie rozprzestrzeniła się na cały Grunewald.
Pałacyk myśliwski Grunewald był w czasach Joachima II nie tylko miejscem pobytu na kilkudniowych imprezach łowieckich, ale także przez dwie dekady stałą rezydencją jego kochanki, Anny Sydow. Po jej śmierci otoczyła ją następująca historia, która w powszechnym przekonaniu uczyniła z niej nawiedzoną postać zamku Grunewald.